# Bash Back!
Bash Back! – sieć anarchoqueerowych, insurekcjonistycznych komórek działających w Stanach Zjednoczonych w latach 2007-2011. 

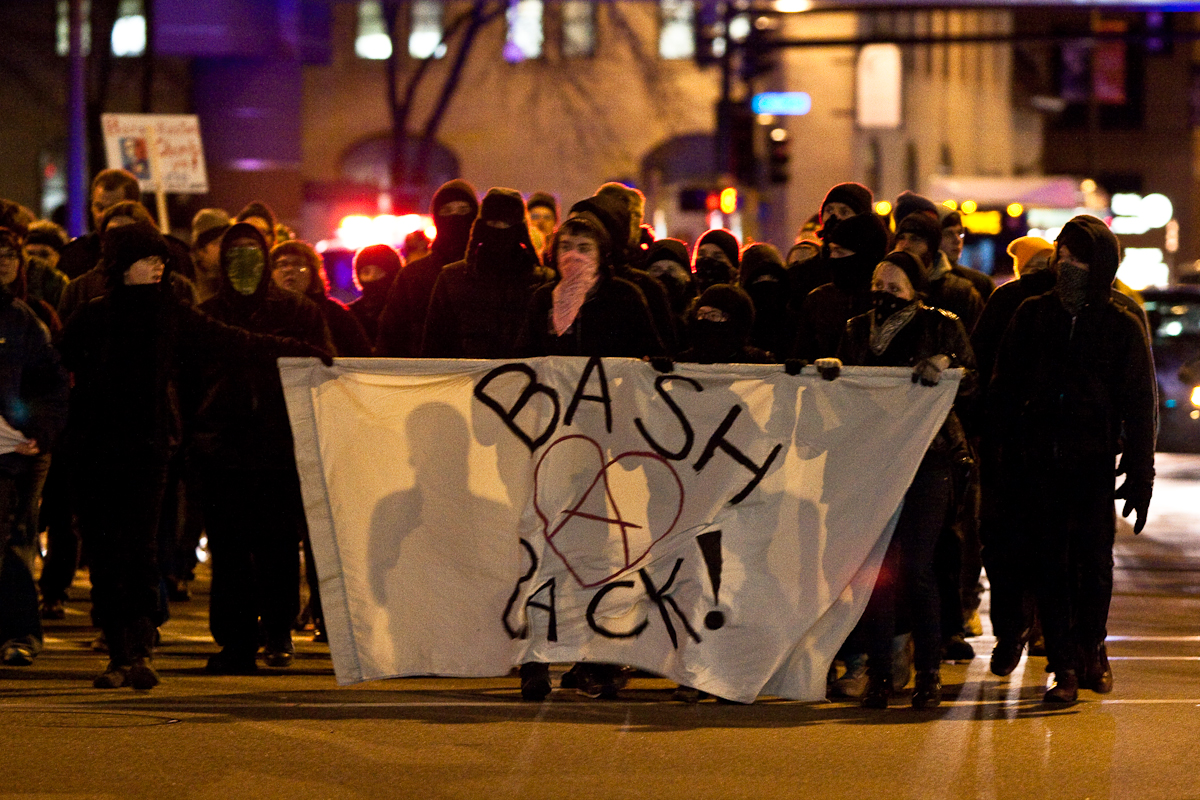
Marsz Bash Back! w Minneapolis, 2009 r.

## Historia
Bash Back! powstało w Chicago w 2007 w celu ułatwienia konwergencji radykalnych aktywistów i aktywistek transpłciowych oraz gejowskich z całego kraju. Grupa starała się krytykować ideologię głównego nurtu ruchu LGBT+, którą postrzegała jako asymilację do dominujących instytucji heteronormatywnego społeczeństwa. Bash Back! było pod wyraźnym wpływem ruchu anarchistycznego oraz radykalnych grup queer, takich jak ACT UP, i czerpało inspirację z zamieszek w Stonewall czy White Night w San Francisco.
Grupa powstała w wyniku zorganizowania Antyrepublikańskiej Konwencji Narodowej i Antydemokratycznej Konwencji Narodowej i trwała do 2011. Sekcje pojawiły się w całym kraju, w tym w Filadelfii i Seattle. Model organizacji był niehierarchiczną siecią autonomiczną opartą na uzgodnionych celach jedności, takich jak walka o wyzwolenie osób queer, a nie o „heteronormatywną asymilację”, oraz akceptującą różnorodność taktyk, „w tym autonomię jednostki do udziału w działaniach uznanych przez rząd za nielegalne”.

### Wydarzenia z lipca 2008
Grupa w 2008 w Chicago przeprowadziła szereg akcji podczas Pride Weekend w swoim mieście. Pierwszą z nich był udział w corocznym Chicago Dyke March w dzielnicy Pilzno. Bash Back! uczestniczyło w marszu skoncentrowanym na oporze przeciwko gentryfikacji w pilzneńskiej społeczności.
Poza tym, członkowie i członkinie Bash Back! wzięli również udział w wielkiej Paradzie Równości w Chicago. Przenieśli wówczas klatkę, w której znalazł się członek grupy przebrany za burmistrza Chicago Richarda M. Daleya, którego grupa oskarżyła o obcięcie funduszy na walkę z AIDS, przymykającego oko na policyjne tortury i brutalność oraz wspierającego gentryfikację. Jednocześnie członkowie grupy rozdawali również torby do wymiocin z napisanymi na nich hasłami, takimi jak „Korporacyjna równość mnie obrzydza”, co stanowiło wypowiedź na temat komercyjnych i asymilacyjnych intencji głównego nurtu kultury LGBT+.